# Thomas Adey
Thomas William Adey (sinh năm 1901) là một cầu thủ bóng đá thi đấu ở Football League cho Durham City, Hull City, Northampton Town và Swindon Town.